# 더그 앤 다이너마이트
더그 앤 다이너마이트(Dough And Dynamite)는 미국에서 제작된 찰리 채플린 감독의 1914년 영화이다. 찰리 채플린 등이 주연으로 출연하였고 맥 세네트 등이 제작에 참여하였다.

## 출연

### 주연
- 찰리 채플린

### 조연
- 체스터 콘클린
- 프리츠 쉐이드
- 비비안 에드워즈